# ボルボ・FL
FLは、スウェーデンの自動車会社、ボルボ・トラックスにより製造・販売されている中型及び大型トラックである。カーゴ車の他、消防車など多目的に使用されている。

## 初代（1985年 - 2006年）
- 1985年夏 - F6/F7/F10の後継としてFL6/FL7/FL10が登場。
- 1986年 - F4の後継としてFL4が登場。4LのTD41型ターボディーゼルエンジンを搭載。
- 1986年 - FE6として北米市場に発売。他に、FE7として大型の7L仕様もあった。このモデルは、小型なFL6のキャビンにキャタピラー社の6.6Lの3116型エンジンを搭載したものである。なお、1990年頃には後継車種である4×2仕様のFE42に置き換えられ始めた。FE42は、1988年の中型ボンネットトラックであるWGシリーズのシャーシにスウェーデン製のFL/FEのキャビンを搭載。後に、6×4仕様のFE64も登場。トレーラーヘッドはFE42Tとして販売された。1990年代半ば、顧客の人気が従来モデルに戻り、FE42/FE64は販売不振に陥り、1998年に販売終了となった。
- 1987年 - よりコンパクトなトラックを求める顧客向けに、FS7が登場。FE7に非常に類似している。FL6のキャビンとシャーシに、FL7より巨大な7LのTD73型エンジンを搭載。FS7は主に都心部の流通を目的としており、1996年まで製造されたが、より強力で軽量なFL6スーパーチャージャーの存在により、FS7は不要となった。
- 1995年 -  一部のFL6にターボチャージャーとスーパーチャージャーを備えるD6A250型エンジンを搭載。
- 2000年 - マイナーチェンジ。新たなフロントグリルが採用された。なお、ドアとキャビンはほとんどマイナーチェンジ前と同一である。エンジンは直列6気筒の5.5LのD6B型エンジンを搭載。

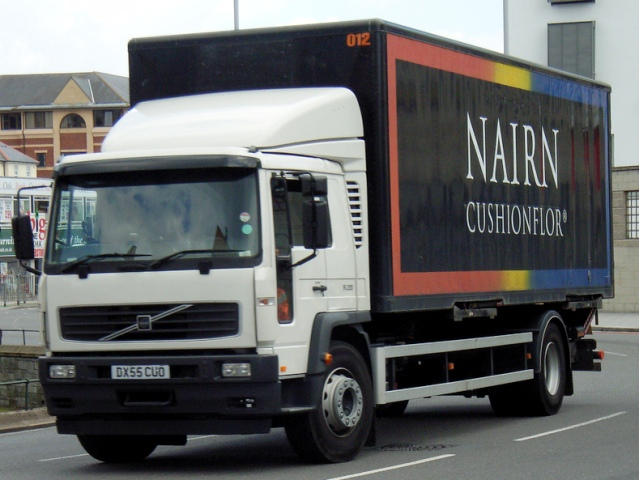
後期型

## 2代目（2006年 - 2013年）
- 2006年 - 2代目登場。ルノー・ミッドラムとDAF・LFとキャビンを共有している。エンジンは直列6気筒のD7E型エンジンを搭載。トランスミッションは6速/9速MTと6速AT。

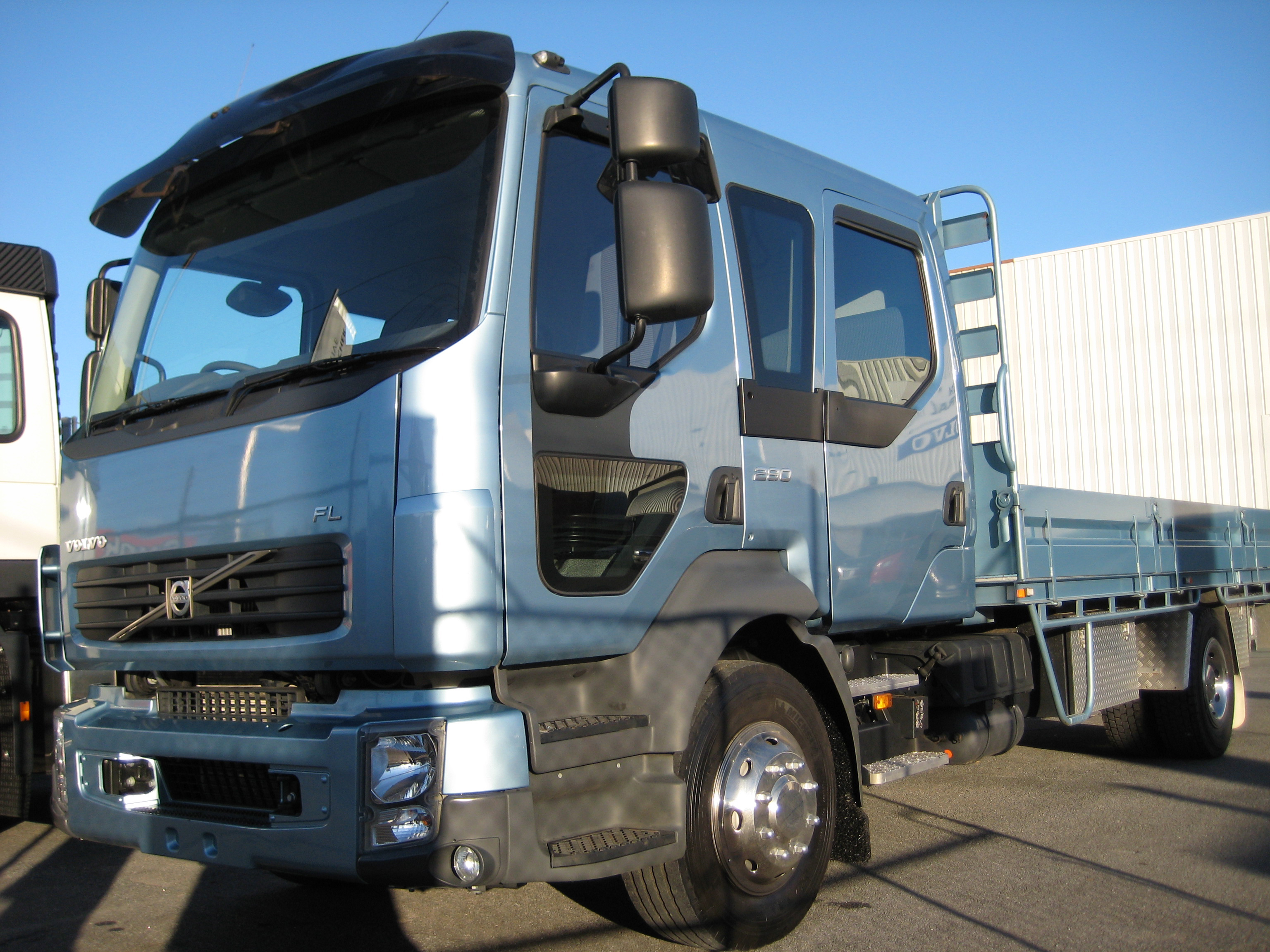
クルーキャブ

## 3代目（2013年 - ）
- 2013年5月 - 3代目登場。エンジンは直列4気筒の5.1LのD5型エンジンまたは直列6気筒の7.7LのD8型エンジンを搭載し、両方とも新たなユーロ6排出ガス規制を満たしている。新たなフロントグリルやフロントバンパーを採用。内装も乗降性を重視して改良された。ユーロ6排出ガス規制の一環として、12トン車が登場。2006年のFLと比較して、軽量で全高が低くなっている。

## 車名の由来
FLは「Forward Control」及び「Low-level Cab」の略語である。